# اوپاناک
اوپاناک (به بلغاری: цървул) نوعی پاپوش سنتی در جنوب شرق اروپا از جمله بلغارستان و بوسنی هرزگوین است. 

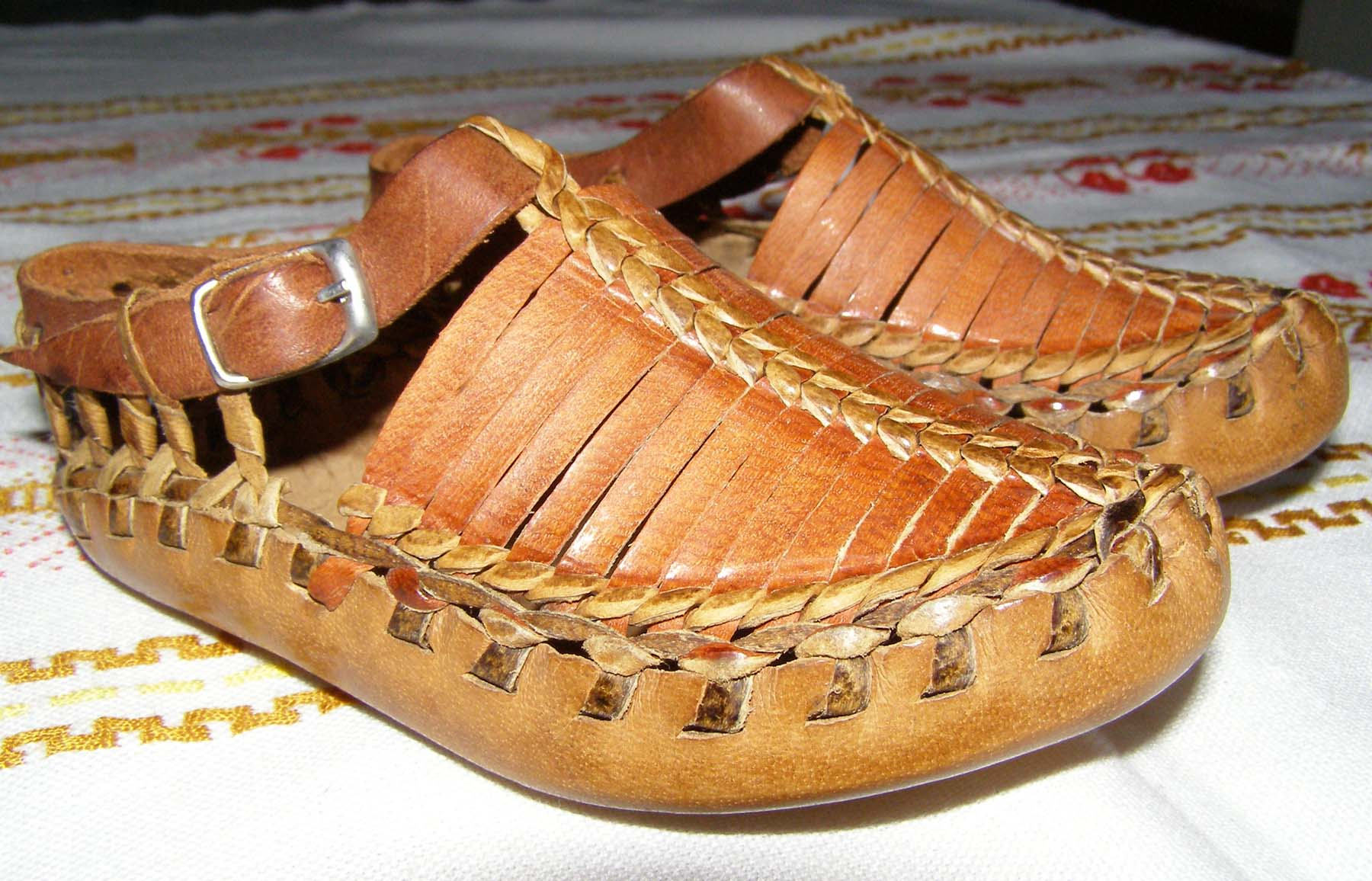

تا ۵۰ سال پیش اوپاناک در جنوب شرب اروپا به‌طور معمول استفاده میشد. اما اکنون بعنوان لباس سنتی تنها در جشنهای محبی استفاده می شود.
در سال ۲۰۰۶ بزرگترین اوپاناک با وزن ۲۲۶ کیلو دولژد و در کتاب رکوردهای گینس ثبت شد.